# Candilis-Josic-Woods

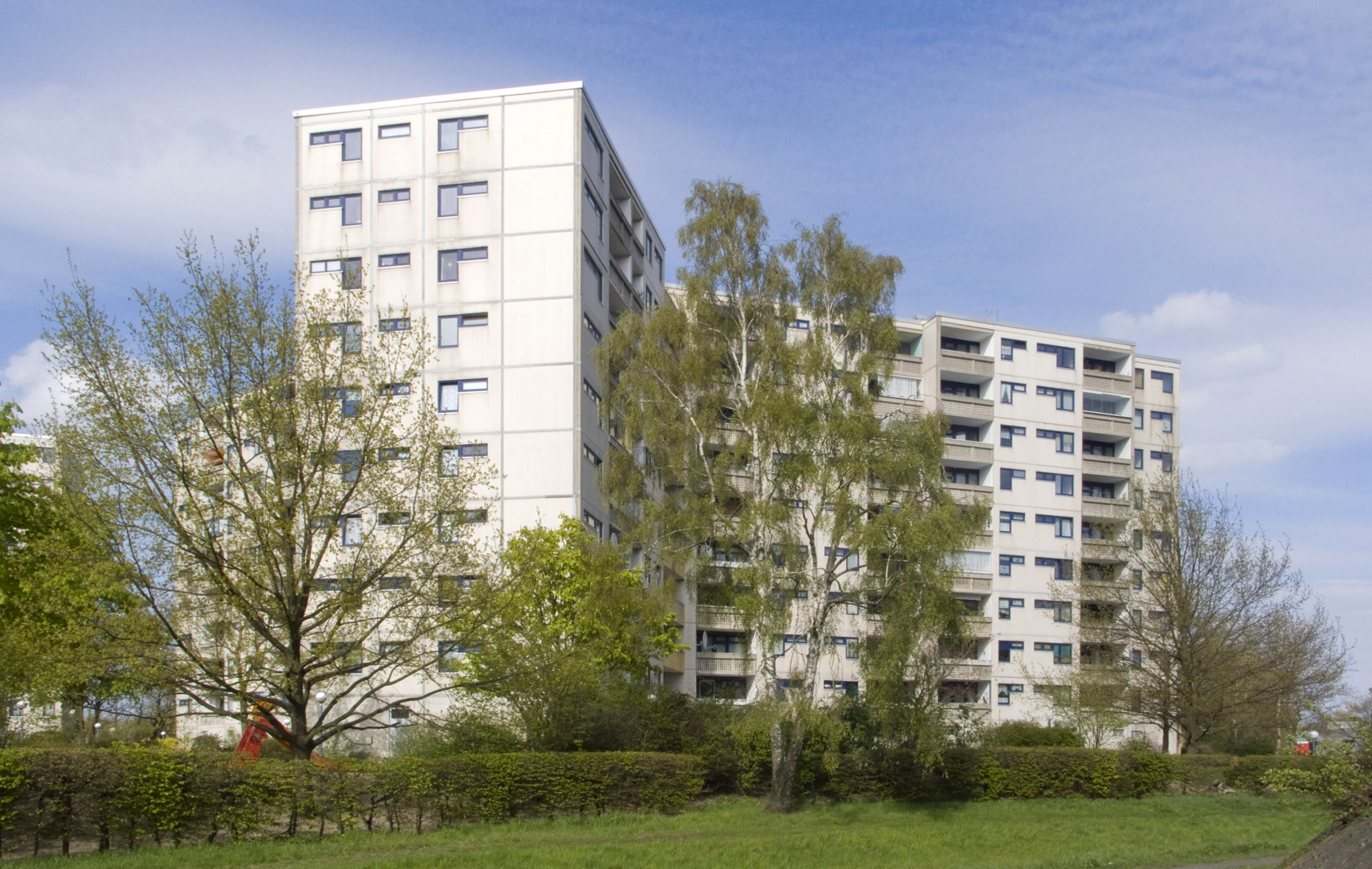
Wohnhausgruppe 918, Berlin-Märkisches Viertel

Candilis-Josic-Woods war ein französisches Architekturbüro, das von 1954/55 bis 1969 bestand und vor allem in Frankreich und Deutschland tätig war.

## Geschichte
Gegründet wurde das Architekturbüro 1955 von ehemaligen Mitarbeitern des Architekten Le Corbusier. So war Georges Candilis (1913–1995) der Projektleiter für Planung und Bau der Unité d’Habitation in Marseille gewesen, von 1947 bis 1952. Gemeinsam mit Shadrach Woods (1923–1973) gründete Candilis 1951 ein Architekturbüro. 1954/55 kam Alexis Josic (1921–2011) hinzu. Die Arbeit des Büros Candilis-Josic-Woods begann mit der Teilnahme an dem Architektenwettbewerb Opération Million, bei dem es nicht um eine konkrete Bebauung ging, sondern um allgemeine Ideen dazu, wie man die Baukosten einer Wohnung im Sozialen Wohnungsbau senken kann. Das Ziel war es, die Baukosten einer Dreizimmerwohnung von 1,5 Millionen Francs auf unter eine Million zu reduzieren. Candilis-Josic-Woods gewannen den Wettbewerb und erhielten in der Folge viele Aufträge für die Planung von Wohnsiedlungen (Marseille, Bagnols-sur-Cèze, Aulnay-sous-Bois, Nîmes, Manosque, Aix-en-Provence, Toulouse, Berlin, Hamburg).
1965 eröffnete Alexis Josic ein eigenes Büro, war aber noch bis 1969 an den Planungen von Candilis-Josic-Woods beteiligt. 1973 starb Shadrach Woods; sowohl Candilis als auch Josic arbeiteten danach separat als selbständige Architekten. Während der Arbeit an den Berliner Projekten in Dahlem und im Märkischen Viertel hatte das Büro Candilis-Josic-Woods eine Zweigstelle in Berlin. Hier arbeiteten unter anderem Manfred Schiedhelm und Myra Warhaftig. Da Manfred Schiedhelm der Projektleiter für den Bau der philologischen Institute der Freien Universität Berlin (genannt Rostlaube) war, wird an manchen Stellen die Architektengemeinschaft auch als Candilis-Josic-Woods-Schiedhelm bezeichnet. „Vor allem Shadrach Woods hatte das Wettbewerbsprojekt entworfen; ihm wurde dann aber eine Professur in den USA angeboten, und er kehrte endgültig in seine Heimat zurück. So machte man Manfred Schiedhelm 1966 zum gleichberechtigten Partner im Büro Candilis Josic Woods und ließ ihn das Projekt selbständig realisieren.“

## Werk
Das Werk von Candilis-Josic-Woods ist eng verbunden dem Team 10 (oder Team Ten, Team X) des CIAM. Die Entwürfe von Candilis-Josic-Woods berücksichtigten die Ideen, die das Team Ten im Rahmen des CIAM entwickelte. Ihnen ging es vor allem um die Erweiterung der Planungsideale der klassischen Moderne. Sie betrachteten Architektur und Städtebau als komplexe Strukturen – anders als die auf möglichst große Klarheit ausgerichtete klassische Moderne. Inspiriert von den Ideen Strukturalismus versuchten Candilis-Josic-Woods universelle Elemente der Architektur zu finden, die je nach den Anforderungen der jeweiligen Bauaufgabe zu komplexe Strukturen zusammengesetzt werden konnten.

1962 beteiligten sie sich beim Wettbewerb zum Bau der Ruhr-Universität Bochum mit einem Entwurf für eine lineare Teppichbebauung. Der Beitrag von Candilis-Josic-Woods wurde nicht zur Ausführung ausgewählt. 1963 entwarfen sie im Rahmen des Wettbewerbs für die Bebauung des Römerbergs in Frankfurt am Main ebenfalls eine Teppichbebauung, die ebenfalls nicht ausgeführt wurde. Beim Wettbewerb für die philologischen Institute der Freien Universität Berlin entwarfen sie erneut eine komplexe Struktur von miteinander verbundenen Flachbauten, diesmal wurden sie mit der Ausführung beauftragt. Das Gebäude ist heute als Rostlaube bekannt und gilt als bedeutendes Werk des Architektonischen Strukturalismus. Laut Architekt Florian Nagler sei die Rostlaube „das wichtigste Gebäude des Strukturalismus.“ 

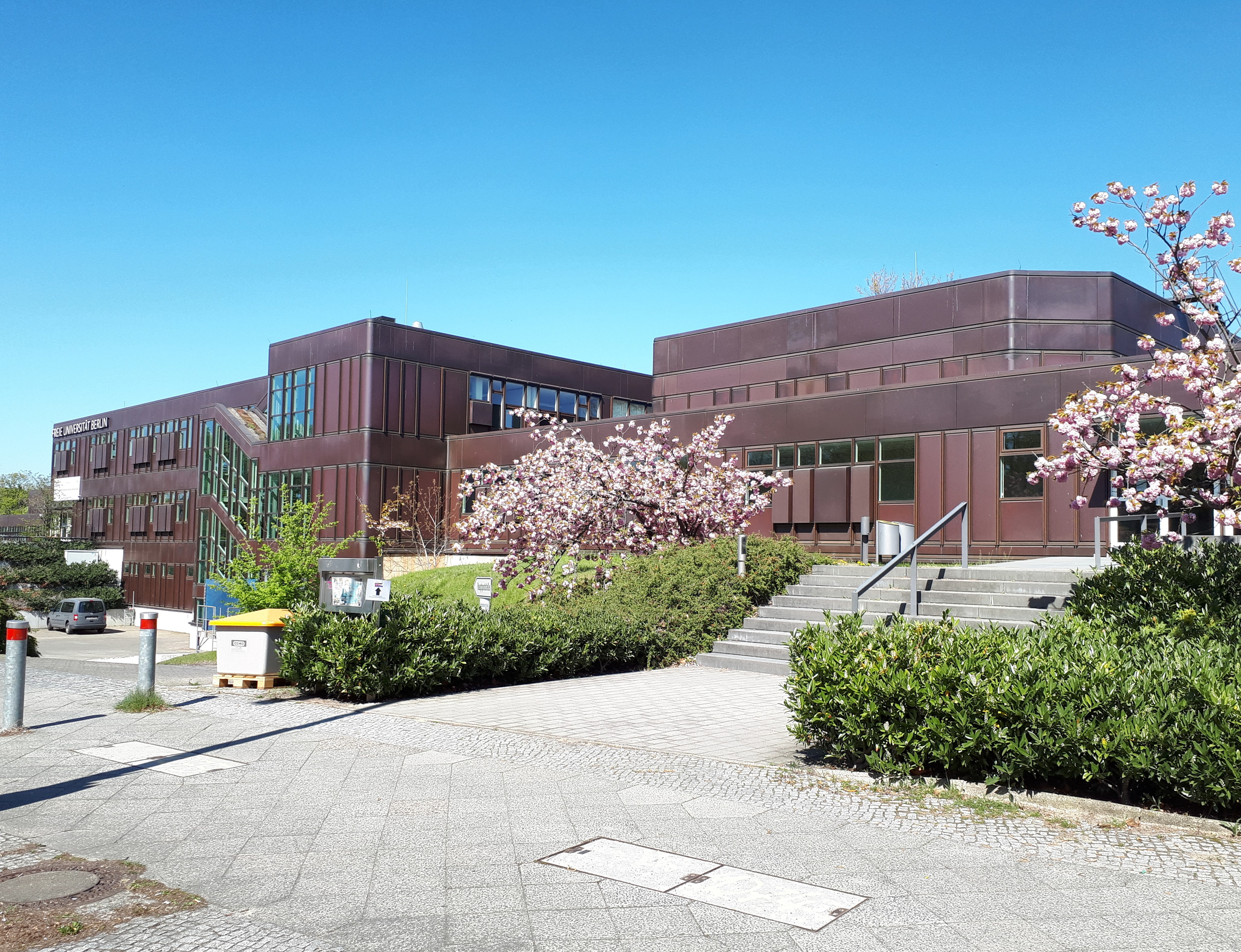
Philologische Institute der Freien Universität Berlin, genannt Rostlaube

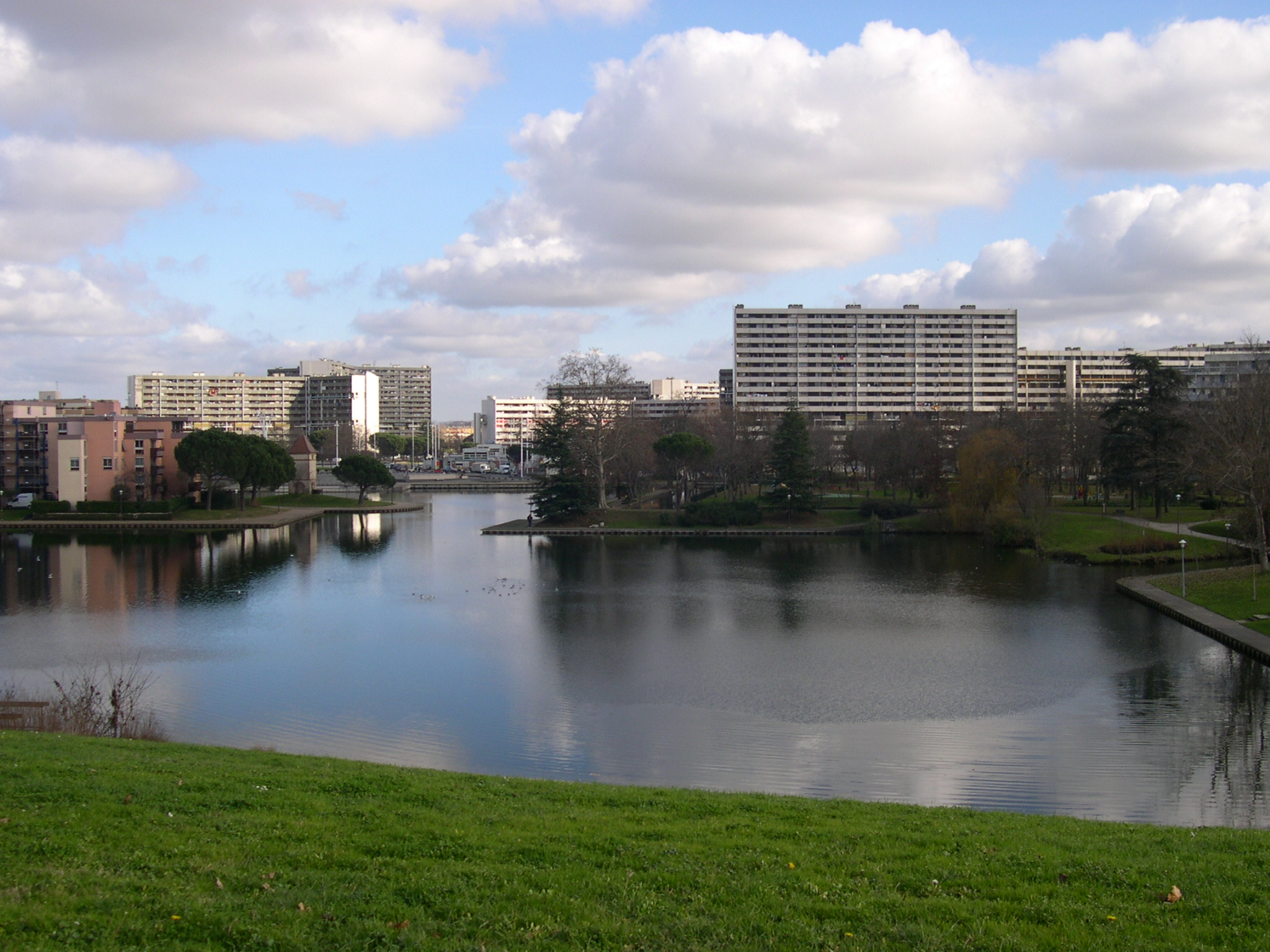
Stadterweiterung Le Mirail in Toulouse

Eine weitere bedeutende Planung von Candilis-Josic-Woods ist die Stadterweiterung Le Mirail in Toulouse. Während die Architekten an dem Plan für die Stadterweiterung arbeiteten, entschied sich die Stadt Toulouse, eine Universität mit in den Umfang der Planung aufzunehmen. Candilis-Josic-Woods änderten daraufhin ihren Entwurf entsprechend.  Die dortige Université Toulouse–Jean Jaurès hatte lange Zeit den Namen Toulouse-Le Mirail. Im Laufe der 1960er und 1970er Jahre wurde die Stadterweiterung zwar nicht exakt nach den Plänen von Candilis-Josic-Woods ausgeführt, jedoch verwirklichte das Büro eine große Anzahl von Hochbauten in dem Gebiet, sowohl für die Universität als auch Wohnbauten. In seiner Autobiografie äußerte sich Candilis enttäuscht darüber, dass der ursprüngliche Stadtplanungsentwurf im Nachhinein so stark verändert wurde.

## Ausgeführte Bauten und Planungen (Auswahl)
- 1955–1957: Wohnsiedlung Super Belvedere in Marseille
- 1956–1961: Zahlreiche Bauten in Bagnols-sur-Cèze[8] u. a. Wohnanlagen für Angestellte der Nuklearanlage Marcoule[3]
- 1956–1959: Wohnsiedlung Cité Nouvelle in Aulnay-sous-Bois[9]
- 1956–1963: Wohnsiedlung Cité de l’Etoile in Bobigny[10]
- 1957–1968: Wohnsiedlung Cité Floreal in Balata, Martinique[11]
- 1958–1964: Wohnsiedlung Le Clos d'Orville in Nîmes
- 1959–1964: Wohnsiedlung La Viste in Marseille[12]
- 1961–1962: Französische Schule in Genf (mit Arthur Bugna)[13]
- 1962–1963: Wohnsiedlung Les Mûriers in Manosque
- 1962–1965: Rahmenplanung der Stadtentwicklung für N’Djamena (damals Fort Lamy), Tschad
- 1962–1966: Wohnsiedlung Le Petit Nice in Aix-en-Provence
- 1962–1975: Stadterweiterung Le Mirail  in Toulouse, einschließlich der Wohnsiedlung Bellefontaine und der Université Toulouse–Jean Jaurès
- 1963: Wettbewerb Obstbaugelände Philologische Institute Freie Universität Berlin, Ausführung 1967–1973
- 1963–1965: Zentrum für Handwerksbetriebe Cité Artisanale in Sèvres[14]
- 1965–1976: Planung der Großwohnsiedlung Hamburg-Steilshoop[15] (Planungsgruppe mit Gerolf Garten, Werner Kahl, Hans Peter Burmester, Gerhard Ostermann, John Suhr)[16]
- 1967–1971: Wohnhausgruppe 918, Senftenberger Ring/Möbelweg/Quickborner Straße, Berlin-Märkisches Viertel
- 1967–1973: Ausführung Philologische Institute der FU, genannt Rostlaube (mit Jean Prouvé), Berlin-Dahlem, auf Grundlage des Wettbewerbs von 1963